# صنط اقليح
بلدية صنط اقليح أو سانت يسكلي دي بالالتا (بالكاتالانية: Sant Iscle de Vallalta) هي إحدى بلديات مقاطعة برشلونة، والتي تقع في منطقة قطلونية، شرق إسبانيا.
يبلغ عدد سكانها 1.193 نسمة وفقاً لإحصائية سنة (2007).